# Felipe

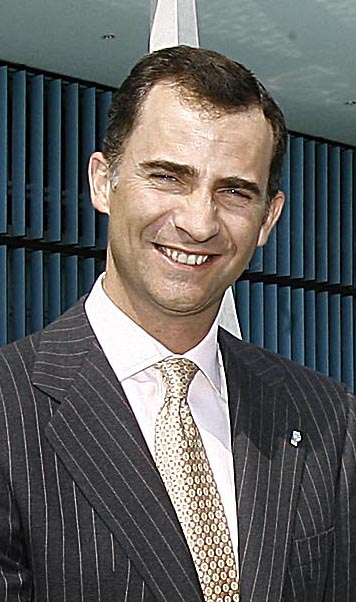
Felipe van Spanje

Felipe is de Spaanse en Portugese variant van de naam Filip/Filips.

## Koninklijke hoogheden en adel
- Felipe VI van Spanje

## Bekende naamdragers
- Felipe Calderón, Mexicaans politicus
- Felipe Carrillo Puerto (revolutionair), Mexicaans revolutionair en politicus
- Felipe França, Braziliaans zwemmer
- Felipe González, Spaans politicus
- Felipe Massa, Braziliaans Formule 1-coureur
- Felipe Mattioni Rohde, Braziliaans voetballer
- Felipe Melo, Braziliaans voetballer
- Felipe da Silva Dalbelo Dias, Braziliaans voetballer
- Felipe Sánchez Román, Spaans politicus
- Felipe de Guevara, Spaans humanist en staatsman
- Felipe Van de Wyngard, Chileens triatleet